# Anatole France (metropolitana di Rennes)
Anatole France è una stazione della linea A della metropolitana di Rennes. È situata nel quartiere di La Touche.

## Storia
La stazione fu costruita tra il 1997 ed il 2000 e fu aperta al traffico il 15 marzo 2002 quando fu attivata l'intera linea A.

## Interscambi
Nelle vicinanze della stazione effettuano fermata diverse linee di tram, autobus urbani ed interurbani.
- Fermata autobus